# Teresa de Blasis
Teresa  de  Blasis morte le 20 avril 1868 à Florence était une compositrice professeur  de  piano, et pianiste italienne.

## Biographie
Elle est la fille du compositeur Franscesco-Antonio de Blasis et la sœur de Carlo de Blasis, danseur et compositeur ; et de Virginie de Blasis, chanteuse.

## Œuvres
Elle a composé des sonates et des variations pour le piano ; avec sa sœur Virginia elle a composé la musique pour le Manuel Complet de la Danse dont leur frère Carlo est l'auteur ; il a dédicacé cet ouvrage à ses sœurs.